# Adolf Karge
Adolf Bernard Karge (ur. 6 czerwca 1914 w Chraplewie, zm. 12 maja 1944 na Monte Cassino) – polski lekarz weterynarii.

## Życiorys
Syn Jana, w 1934 otrzymał świadectwo dojrzałości w Państwowym Gimnazjum w Ostrowie Wielkopolskim, rok później rozpoczął studia na Akademię Medycyny Weterynaryjnej we Lwowie. Podczas studiów członek rzeczywisty Korporacji Lutyco-Venedya, uzyskał tytuł lekarza weterynarii. Aresztowany 17 września 1939, od 27 czerwca 1940 internowany w obozie Siewżełdorłagu. Zwolniony w ramach amnestii przedostawał się do punktu zbornego Polskich Sił Zbrojnych, w stopniu porucznika został wcielony do 13 Wileńskiego Batalionu Strzelców 5 Kresowej Dywizji Piechoty. Poległ na polu chwały 12 maja 1944, pośmiertnie odznaczony Orderem Wojennym Virtuti Militari kl. V (KS nr 10053). Pochowany na Polskim Cmentarzu Wojennym.